# Claymore
Das Claymore (schottisch-gälisch claidheamh mòr, sprich: klaihav moor, „großes Schwert“) ist eine in Schottland übliche Form des Schwertes, die seit dem frühen 15. Jahrhundert in Gebrauch ist.
Das Claymore, auch Claidhem-More, Claidhmhichean-mora, Glaymore, schottischer Zweihänder, schottisches Langschwert, war etwa bis ins 17. Jahrhundert in Gebrauch. Es hat eine gerade, zweischneidige Klinge. Diese wird vom Heft zum Ort schmaler und endet in einem spitzen Ort. Die Klinge hat oft einen breiten Hohlschliff. Das Heft hat ein breites, nach unten abgewinkeltes, v-förmiges Parierelement, dessen Enden mit Vierpässen verziert sind. Das Heft ist meist aus Holz und mit Leder überzogen. Der Knauf ist rund. Beim frühen Claymore findet man oft eine lange, lederumwickelte Fehlschärfe.
Die kurze Variante, das claidheamh beag, ähnelt dem claidheamh mòr im grundsätzlichen Aufbau, das Parierelement knickt zum Ort ab, verfügt aber nicht über die an ein Kleeblatt erinnernden Enden. Der Knauf ist ein Scheibenknauf, manchmal birnenförmig verlängert, auch hohl. Seine Gesamtlänge liegt bei knapp einem Meter.

## Das Korbschwert / Basket-Hilt-Sword

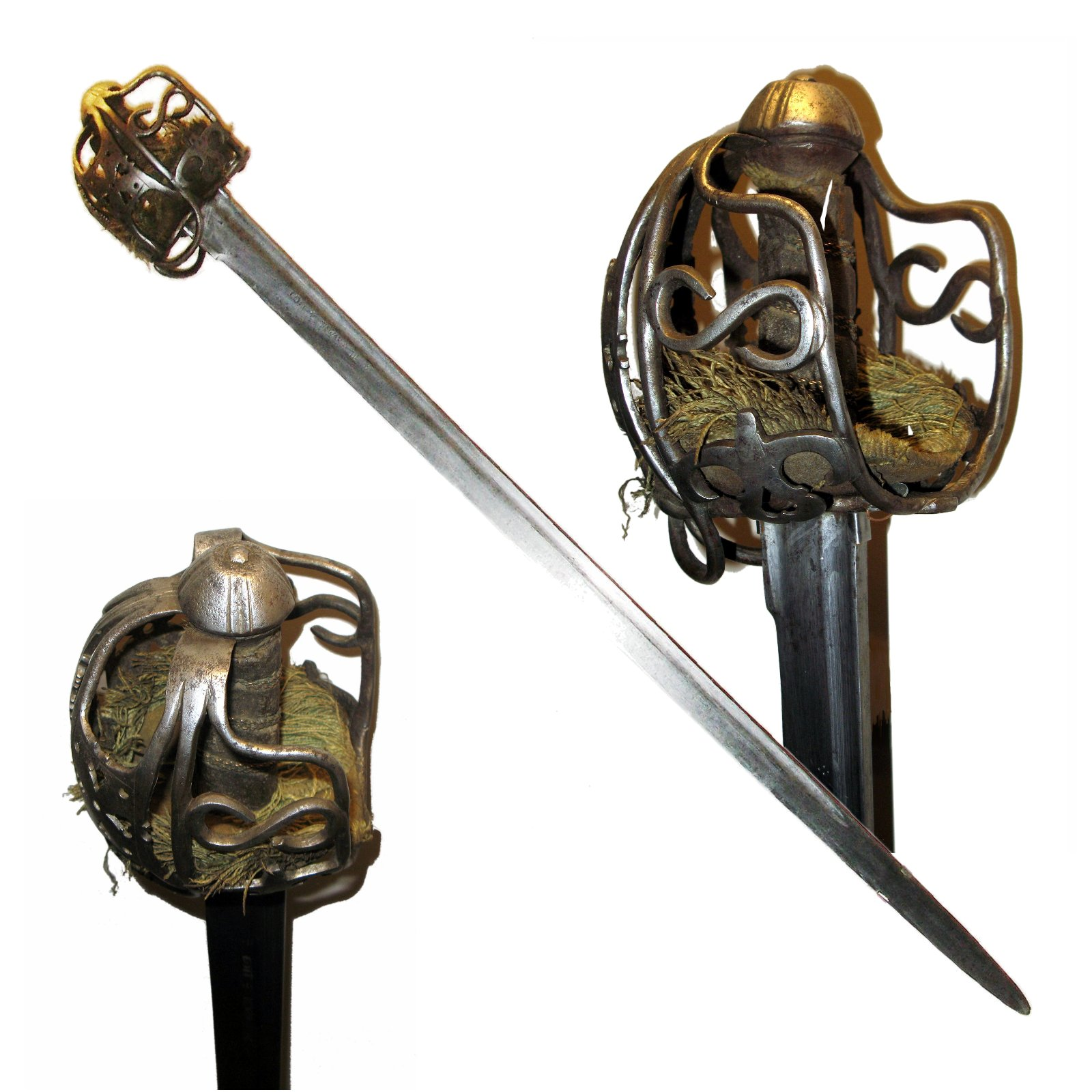
Schottisches Korbschwert (einhändiges Claymore), um 1700

Gegen Ende des 17. Jahrhunderts wurden beide Schwerter allmählich durch das einhändig geführte schottische Korbschwert verdrängt. Dessen Heft ist, um die Hand zu schützen, mit einem Korb versehen. Die Klingenlänge beträgt zwischen einem dreiviertel und einem knappen Meter. Die Klinge ist breit, endet in einem spitzen Ort und kann sowohl ein- als auch zweischneidig sein. Im Ursprung wurde es im Kampf zusammen mit einem Buckler (Faustschild) eingesetzt. Heute wird es bei schottischen Schwerttänzen benutzt und gehört zur Offiziersuniform des Royal Regiment of Scotland. Es besteht eine große Ähnlichkeit zum Pallasch.

## Wortherkunft
Mit claidheamh (Schwert) etymologisch verwandt ist das lateinische Wort gladius. Die beiden Wörter haben den gleichen Ursprung, nämlich keltisch „kladibos“.